# Memphis (Tennessee)
Memphis is de op één na grootste stad van de Amerikaanse staat Tennessee, vernoemd naar Memphis (Egypte). Memphis ligt aan de rivier de Mississippi in het uiterste zuidwesten van Tennessee, vlak bij de grens met de staten Mississippi en Arkansas.
Memphis wordt ook wel, samen met Nashville, de muziekstad van de wereld genoemd. Dit heeft te maken met het feit dat er vele muziekstijlen zijn ontstaan, waaronder de rock-'n-roll. Ook speelt de blues er een belangrijke rol.
Op het balkon van het Lorraine Motel in Memphis werd in april 1968 Martin Luther King doodgeschoten. Het motel is nu een burgerrechtenmuseum.

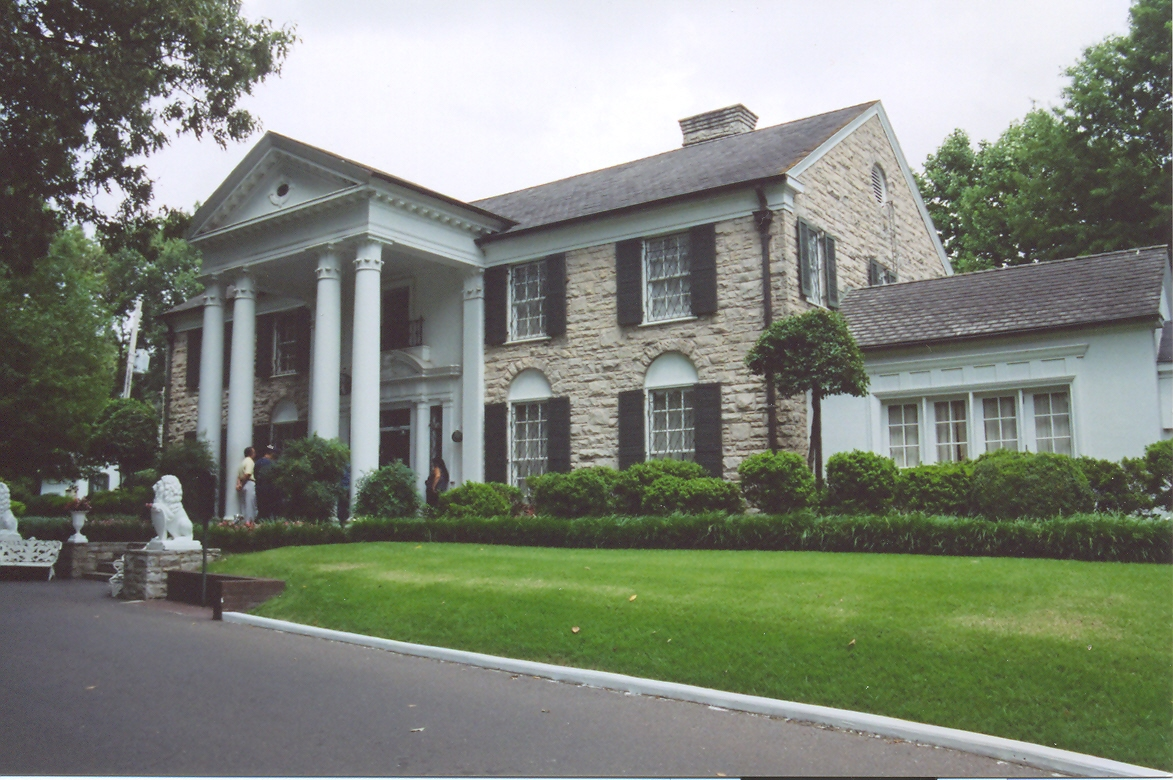
Graceland

## Geschiedenis
De stad is gesticht in 1819. Tijdens de Amerikaanse Burgeroorlog sloot de staat Tennessee zich als laatste formeel aan bij de geconfedereerden. In de praktijk was de staat erg verdeeld. Het hart van de inwoners van Memphis als belangrijkste zuidwestelijke stad lag bij het Zuiden. Op de Mississippi vlak voor de stad werd in 1862 een rivierslag uitgevochten waarbij de zuidelijken het onderspit delfden. Bij deze slag vielen bijna 200 doden. Ondertussen was de treinverbinding & bevoorrading met de andere geconfedereerde staten onderbroken na het beleg en de inname van Corinth, Mississippi. Voor het vervolg van de strijd was de controle over de stad Memphis daarom niet meer van strategisch belang. Memphis werd tot aan het einde van de oorlog onder militair bestuur van de Noordelijke Staten (de Unie) gesteld.

## Demografie
Van de bevolking is 10,9 % ouder dan 65 jaar en vormt 30,5 % een eenpersoonshuishoudens (cijfers volkstelling 2000).
Het aantal inwoners steeg van 618.894 in 1990 naar 690.571 in 2000, maar bedroeg in 2007 nog maar 678.052. In 2012 was het 658.961. Sinds het jaar 2000 vertoont het inwonertal een dalende trend. Dit heeft te maken met de groeiende criminaliteit in de buitenwijken van Memphis. In 2013 werd het inwonersaantal geschat op 653.450.

## Klimaat
In januari is de gemiddelde temperatuur 4,3 °C, in juli is dat 28,1 °C. Jaarlijks valt er gemiddeld 1323,3 mm neerslag (gegevens op basis van de meetperiode 1961-1990).

## Toerisme en recreatie

### Musea en bezienswaardigheden
Toeristische trekpleisters van Memphis zijn Graceland, het vroegere landgoed van legende Elvis Presley, de Memphis Zoo, een van de dertien dierentuinen in de wereld waar, buiten China, reuzenpanda's worden gehouden en Beale Street, een straat waar veel uitgaansgelegenheden te vinden zijn, waaronder "B.B. Kings Blues Club".
Het Sterick Building is een kantoorgebouw dat 29 verdiepingen telt en 111 meter hoog is. Dit gebouw was tot 1965 het hoogste gebouw van de stad. Hieronder een kleine greep uit de vele musea die Memphis heeft.

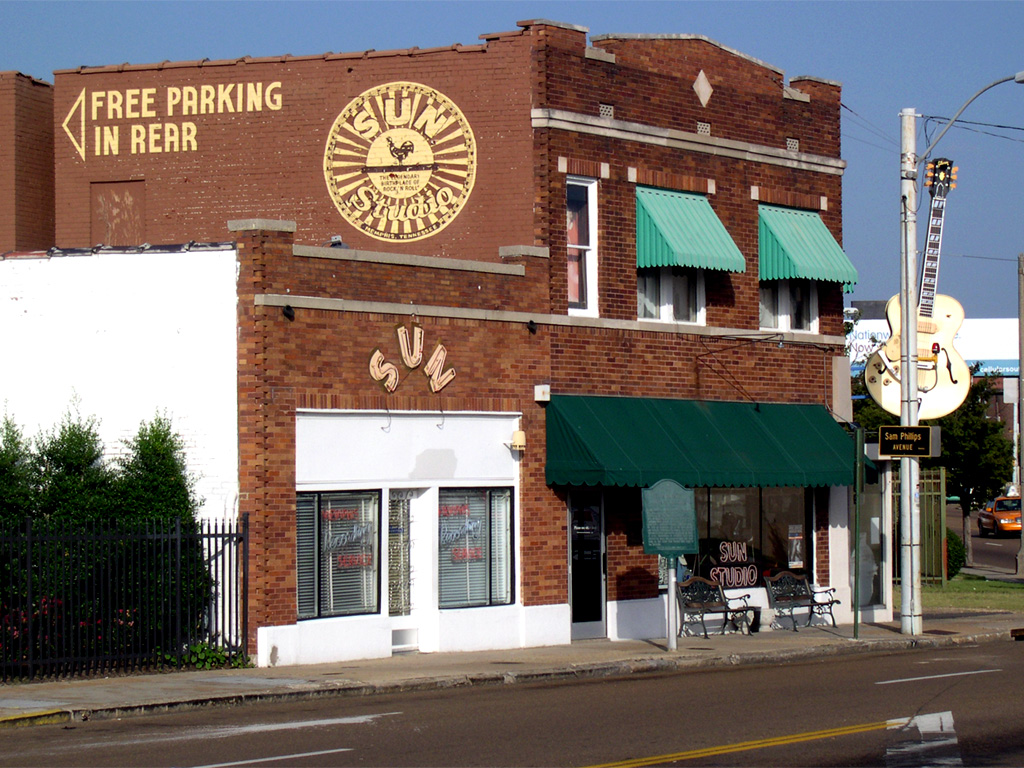
Sun Studio

De Sun Studio is de plek waar de rock-'n-roll is geboren. Het label Sun Records bood onderdak aan artiesten als Elvis Presley , Jerry Lee Lewis, Carl Perkins en Johnny Cash. Deze artiesten zijn hier groot geworden. Andere artiesten als B.B. King en Roy Orbison hebben hier ook vele nummers opgenomen. De studio wordt ook vaak gezien, naast rock-'n-roll, als de geboorteplaats van de op dit moment heersende popmuziek.
National Civil Rights Museum

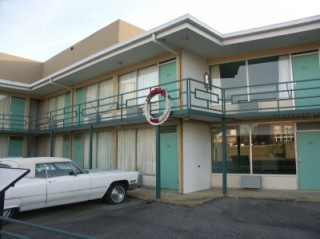
Lorraine Hotel

De National Civil Rights Museum bevindt zich in het voormalige Lorraine Motel waar Martin Luther King, Jr. werd doodgeschoten. Het museum heeft een permanente expositie en beschrijft de strijd voor burgerrechten van de Afro-Amerikanen van de aankomst van de eerste zwarte slaven in de Britse koloniën in 1619 tot aan de moord op King in 1968.

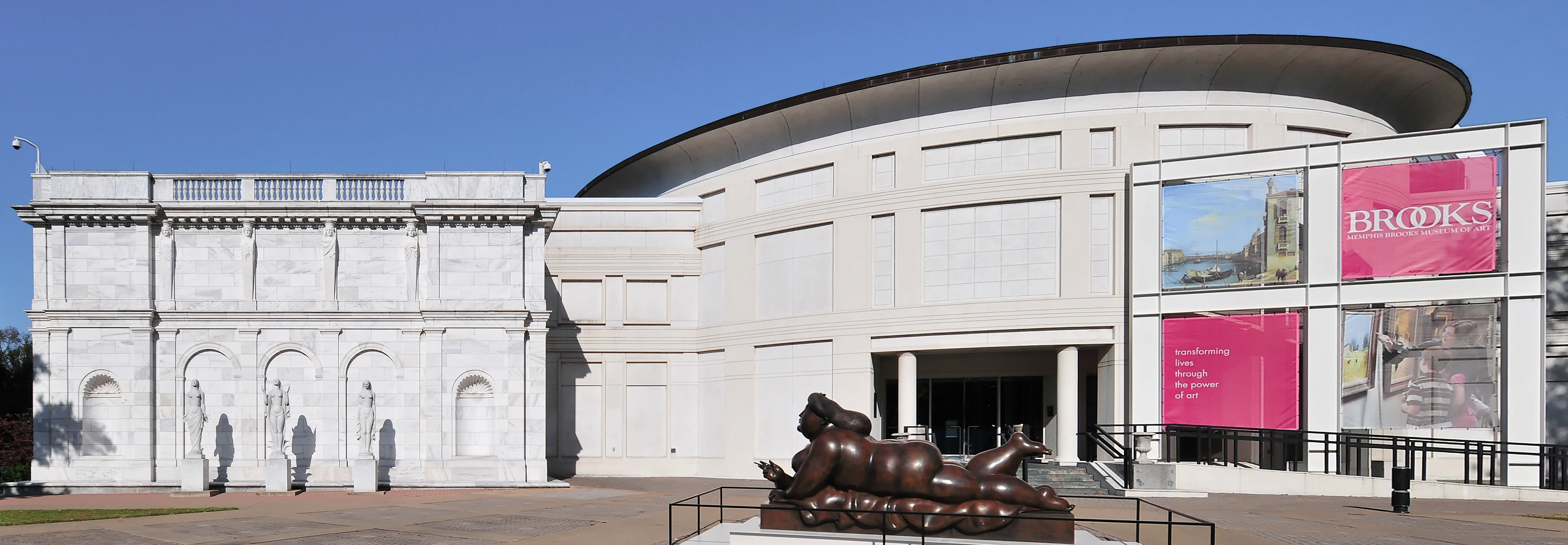
Brooks Museum of Art

De Memphis Brooks Museum of Art, opgericht in 1916, is het oudste en grootste kunst museum van de staat Tennessee. Het bezit onder andere grote collecties uit de renaissance en barok.
Children's Museum of Memphis

De Children's Museum of Memphis is een museum dat helemaal gericht is op kinderen.
Graceland

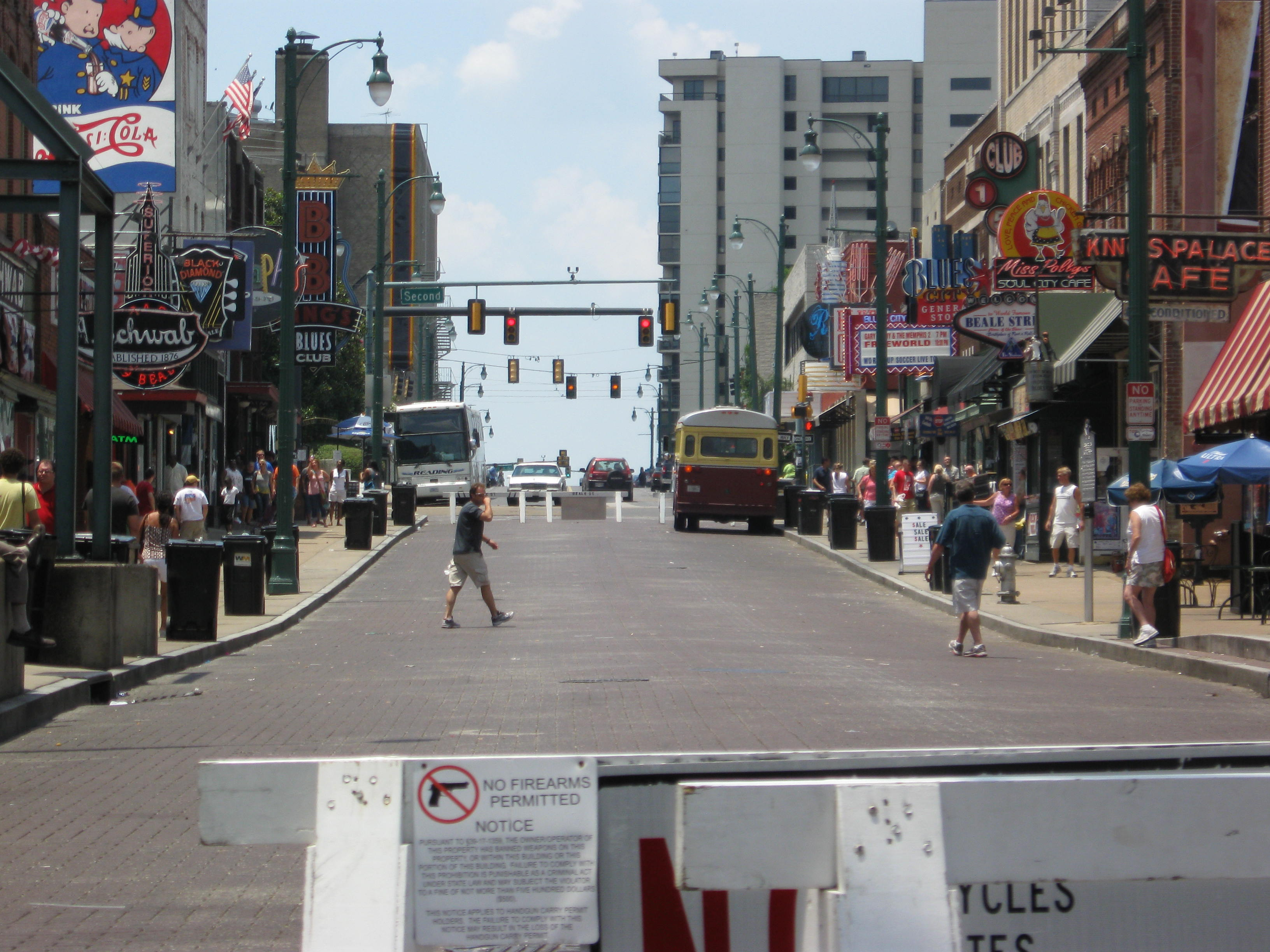
Beale Street

Graceland is de voormalige woning van Elvis Presley. Het is een van de meest bezochte huizen in de Verenigde Staten, elk jaar komen er meer dan 600.000 mensen. Het huis verkeert nog in precies dezelfde staat als op de dag dat Elvis Presley stierf. Het is op 7 november 1991 opgenomen in het Nationale Register van Historische Plaatsen.
Pink Palace

De Pink Palace Museum is een museum dat zich richt op archeologie en chemie.
Memphis Walk of Fame

De Memphis Walk of Fame is een publieke tentoonstelling op Beale Street. Het is speciaal ontworpen voor alleen Memphis muzikanten. Het eert artiesten als W. C. Handy, B. B. King, Bobby Blue Bland, en Alberta Hunter.
Victorian Village

Victorian Village is een historische plaats in Memphis waar oude huizen staan. Sommige doen nu dienst als museum.

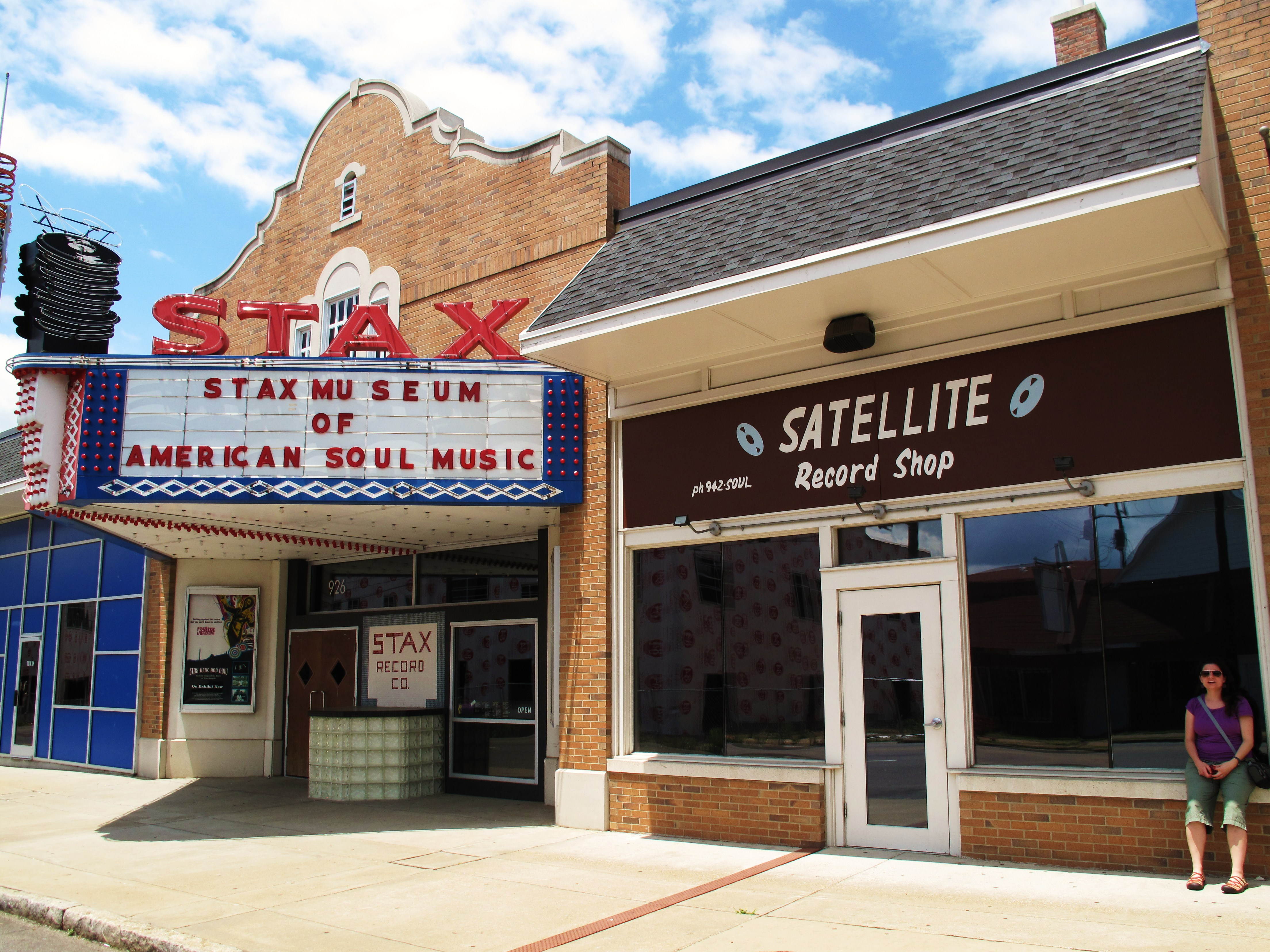
Stax Museum

Stax Museum is een museum dat ligt op 926 McLemore Avenue. Het gebouw diende eerst voor Stax Records. Artiesten als Otis Redding, Isaac Hayes, Booker T. & the MG's, Sam & Dave en vele anderen namen er nummers op. Er werden nummers opgenomen vanaf de jaren 60 tot de jaren 80. Het is het enige museum dat zich volledig richt op soulmuziek.

## Sport
Basketbalclub Memphis Grizzlies is de belangrijkste sportclub van Memphis. Het is het enige team uit de stad dat uitkomt in een van de vier grootste Amerikaanse profsporten.

## Bekende inwoners van Memphis

### Geboren
- George Snedecor (1881-1974), statisticus
- Maude Fealy (1883-1971), actrice
- Walter Lang (1896-1972), filmregisseur
- Memphis Slim (1915-1989), boogiewoogiepianist
- Bill Black (1926-1965), muzikant
- Anita Kerr (1927-2022), zangeres en componiste
- Johnny Ace (1929-1954), rhythm-and-blueszanger
- Jack Clement (1931-2013), muziekmaker en filmmaker
- Hal Needham (1931-2013), stuntman en filmregisseur
- Dorsey Burnette (1932-1979), rockabillyartiest
- Johnny Burnette (1934-1964), rockabillyartiest
- Anne Haney (1934-2001), actrice
- Dickey Lee (1936), zanger en songwriter
- Morgan Freeman (1937), acteur
- Jon Hassell (1937-2021), jazztrompettist
- Paul Craft (1938-2014), zanger en songwriter
- Harold Mabern (1936-2019), jazzpianist en -componist
- William Bell (1939), zanger
- George Hamilton (1939), acteur
- Maurice White (1941-2016), zanger en muziekproducent
- Aretha Franklin (1942-2018), gospel-, soul- en R&B-zangeres
- Carla Thomas (1942), soulzangeres
- Spencer Wiggins (1942-2023), gospel- en soulzanger
- Frank McRae (1944-2021), acteur
- Booker T. Jones (1944), muzikant, liedjesschrijver, platenproducer en arrangeur
- William Sanderson (1944), acteur
- Judith Lang Zaimont (1945), pianiste, componiste
- Kathy Bates (1948), actrice
- Bobby Whitlock (1948-2025), toetsenist
- Michael Beck (1949), acteur
- Steven Williams (1949), acteur
- Alex Chilton (1950-2010), zanger en rockmuzikant (Box Tops, Big Star)
- Cybill Shepherd (1950), actrice
- Linda Thompson (1950), actrice en songwriter
- Michael Baker (1953), astronaut
- Billy Burnette (1932-1979), zanger
- Rocky Burnette (1953), zanger
- Leslie Jordan (1955-2022), acteur
- Adriane Lenox (1956), actrice
- Anita Ward (1956), zangeres
- Dave Catching (1961), muzikant
- Elise Neal (1966), actrice
- Dan Schneider (1966), acteur, schrijver en producent
- Lisa Marie Presley (1968-2023), zangeres en dochter van Elvis
- Katherine Kendall (1969), actrice
- Shannen Doherty (1971-2024), actrice
- Kali Rocha (1971), actrice
- Nelson Frazier Jr. (1972-2014), worstelaar, beter bekend als Big Daddy V. (WWE)
- Juicy J (1975), rapper
- John Landrum Cooper (1975), zanger
- Ashley Jones (1976), actrice
- Sarah Jane Morris (1977), actrice
- Robert Baker (1979), acteur
- Justin Timberlake (1981), zanger en acteur
- Three 6 Mafia (verschillend), rapgroep
- Michael Oher (1986), American-footballspeler
- Lucy Hale (1989), actrice en zangeres
- Jackson Wilcox (1989), zwemmer
- Julien Rose Baker (1995), gitarist, zangeres
- NLE Choppa (2002), rapper

### Overleden
- Nathan Bedford Forrest (1821-1877), generaal, cavalerie- en guerrillaleider
- Bill Black (1926-1965), muzikant
- Martin Luther King (1929-1968), dominee, politiek leider en burgerrechtenactivist
- Memphis Minnie (1897-1973), blueszangeres, componiste, songwriter en gitariste
- Elvis Presley (1935-1977), popzanger en acteur
- Albert King (1923-1992), bluesgitarist en -zanger
- Jeff Buckley (1966-1997), singer-songwriter
- Cary Middlecoff (1921-1998), golfspeler
- Rufus Thomas (1917-2001), soulzanger
- Shawn Lane (1963-2003), gitarist en pianist
- Sam Phillips (1923-2003), platenbaas, oprichter van het Sun-label
- Isaac Hayes (1942-2008), acteur en musicus
- Red West (1936-2017), acteur, stuntman en vriend van Elvis Presley